# Manizha Talash
Manizha Talash (Kabul, Afganistán, 2002) es una bailarina de break dance afgana. Clasificó para los Juegos Olímpicos de 2024 como miembro del Equipo Olímpico de Atletas Refugiados.

## Biografía
Talash nació en 2002 y se crio en Kabul, Afganistán. Descubrió el breakdance a los 17 años a través de un vídeo de Facebook,diciendo: «Cuando vi en Internet un vídeo de un hombre dando vueltas sobre sí mismo... me dije inmediatamente: '¡Eso es lo que quiero hacer con mi vida!" Pudo ponerse en contacto con el hombre del vídeo, Sajad Temurian, y se unió a un club de breakdance en Kabul, llamado Superiors Crew, donde era una de los 56 miembros y la única chica.Talash fue descrita por los medios de comunicación como «la primera bailarina de breakdance de Afganistán» y tuvo que enfrentarse a dificultades, ya que el baile es visto negativamente por muchos en Afganistán. Continuó bailando breakdance a pesar de la oposición de su familia y de varias amenazas de muerte; su club fue blanco de atentados con bomba en tres ocasiones, dos de los cuales estallaron y causaron varias muertes. El tercero fue un intento de atentado suicida que detuvo la policía. Posteriormente, se ordenó el cierre del club por ser una «amenaza importante». A pesar de las dificultades, cuando se le preguntó si alguna vez se había planteado dejar de bailar, respondió: «Me gusta demasiado bailar para eso".
Después de que los talibanes tomaran el poder en Afganistán en agosto de 2021 e ilegalizaran el baile por ser «antiislámico», Talash y su hermano pequeño cruzaron a Pakistán, donde vivieron durante un año. Después, gracias a la asociación de ayuda a los refugiados afganos People HELP, consiguió llegar a España como refugiada con su hermano y otros seis miembros de su club de breakdance. En 2024, a través de un amigo, fue descubierta por el Equipo Olímpico de Refugiados del COI y fue seleccionada para los Juegos Olímpicos de París de 2024, en los que debutó el breakdance. Compitió vistiendo una capa con la frase "Free Afghan Women" ["Liberen a las Mujeres Afganas"], lo que derivó en su descalificación por romper la regla 50 de la Carta Olímpica, la cual les impide a los atletas violar la neutralidad política.

## Vida personal
Talash aprendió español tras mudarse a Madrid en 2022. Su madre, que vivía en Afganistán, se trasladó a España para reunirse con Talash y su hermano en 2024. Le gusta teñirse el pelo y está trabajando en una línea de ropa de calle inspirada en diseños tradicionales afganos.